# Operação Mandíbula Fraturada

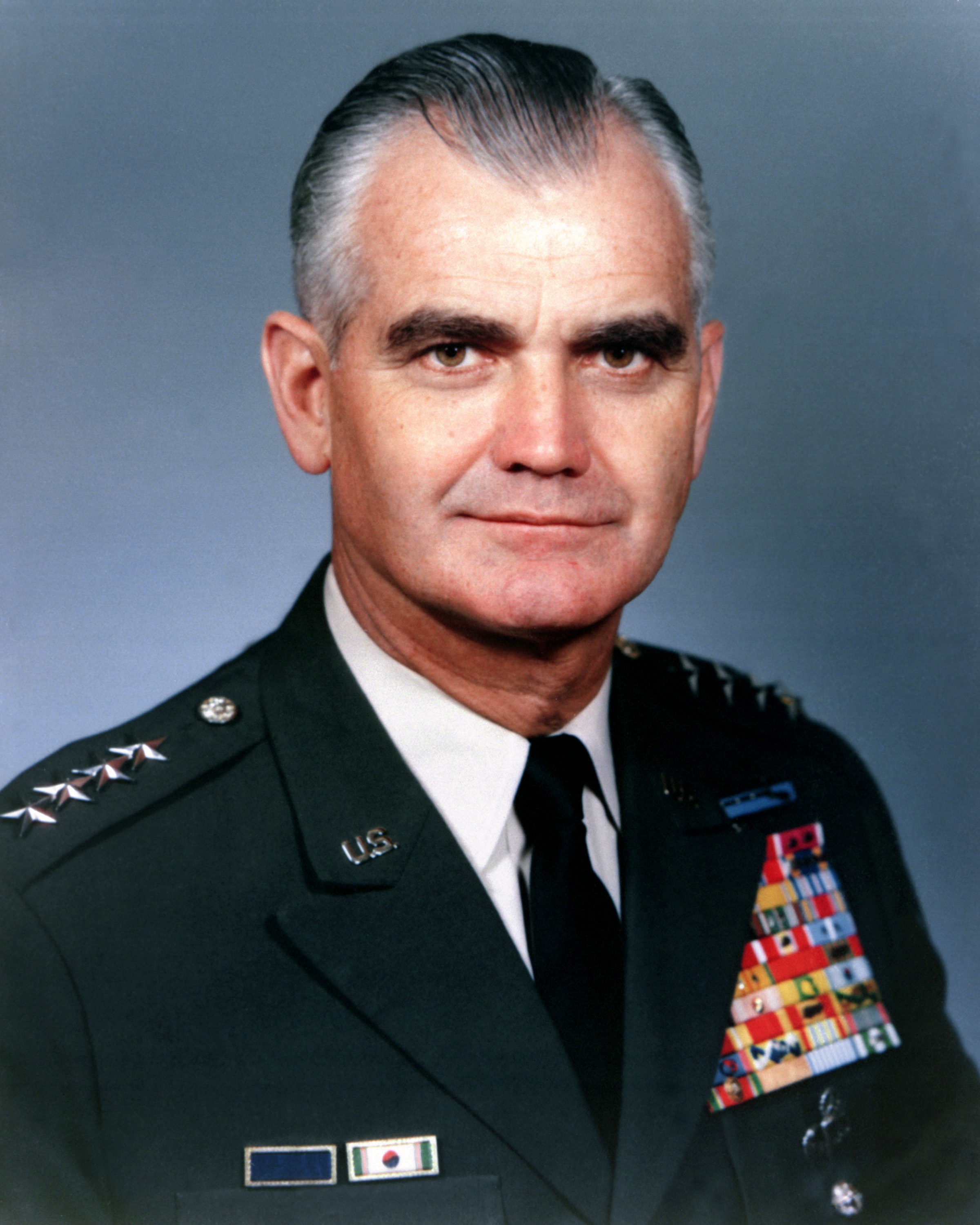
William C. Westmoreland

A Operação Mandíbula Fraturada foi uma operação militar ultrassecreta dos Estados Unidos no qual o general William C. Westmoreland procurava garantir que armas nucleares estivessem disponíveis para uso na Guerra do Vietnã. O planejamento começou em 1968 e incluiu a movimentação de armas nucleares para o Vietnã do Sul, para que pudessem ser usadas em curto prazo contra as tropas norte-vietnamitas. Apesar dos movimentos para ativar o plano, o projeto acabou por ser abandonado em fevereiro de 1968, depois de declarações públicas de Eugene McCarthy e outros afirmaram que os Estados Unidos estavam a preparar-se para usar armas nucleares no Vietname.

## Na cultura popular
A operação Fracture Jaw é apresentada no videogame de 2020 da Treyarch, Call of Duty: Black Ops Cold War .